# Apachesaurus
Apachesaurus gregorii
Genre
Espèce
Apachesaurus est un genre éteint d'amphibiens métoposaurides temnospondyles attesté à l'ouest de l'Amérique du Nord. Il n'est représenté que par son espèce type, Apachesaurus gregorii, et en 2022 le genre reste monotypique.

## Systématique
Le genre Apachesaurus et l'espèce Apachesaurus gregorii ont été décrits en 1993 par le paléontologue américain Adrian Paul Hunt (d).

## Description et taxonomie

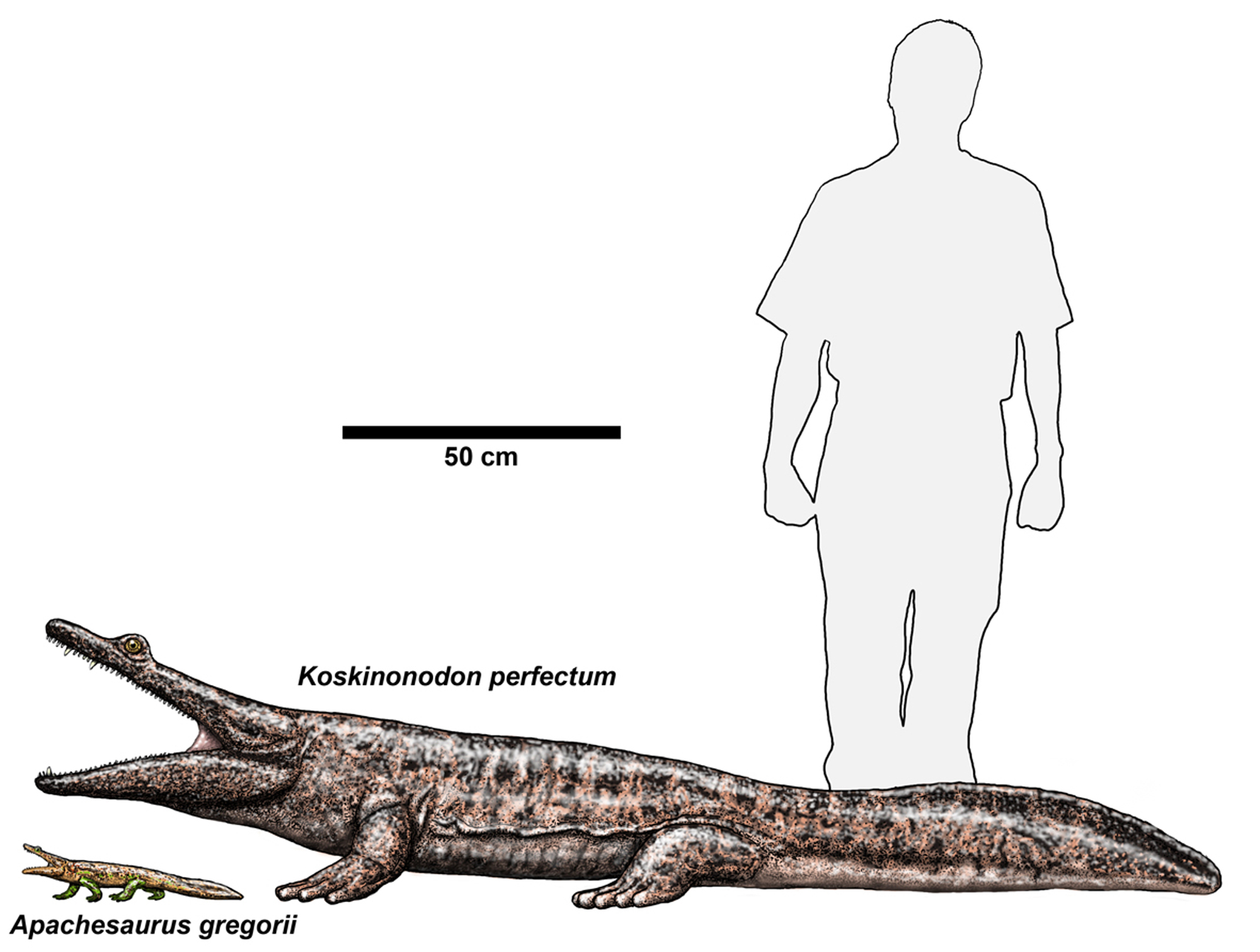
Koskinonodon perfectus et Apachesaurus gregorii, le plus petit, comparés à un humain.

Apachesaurus a été repéré dans la formation de Redonda du Trias supérieur (Norien-Rhétique supérieur) dans l'Est du Nouveau-Mexique et décrit comme un genre diminutif mineur de métoposauridés. Les petits os centra allongés ont en effet été utilisés par Hunt (1993) pour considérer Apachesaurus comme une petite espèce de métoposauridés. Cependant, Gee et al. (2017, 2018) ont démontré que les centra attribués à Apachesaurus sont ceux de juvéniles plutôt que de petits adultes, et cette étude en conclut que les spécimens d’Apachesaurus sont des juvéniles, bien qu'ils aient averti qu'ils ne pouvaient pas déterminer s'il s'agissait du genre Anaschisma ou d'un taxon distinct à part entière,.